# لاپیو
لاپیو (به ایتالیایی: Lapio) یک منطقهٔ مسکونی در ایتالیا است که در استان آولینو واقع شده‌است.

## خصوصیات
لاپیو ۱۵٫۰۳ کیلومترمربع مساحت و ۱٬۶۴۸ نفر جمعیت دارد و ۵۰۰ متر بالاتر از سطح دریا واقع شده‌است.